# La casa disabitata
La casa disabitata (Das öde Haus) è un racconto di Ernst Theodor Amadeus Hoffmann che venne pubblicato nel secondo volume della raccolta Notturni (Nachtstücke, novembre 1817).

## Trama
Una piccola casa affacciata su di un viale berlinese, all'apparenza deserta, suscita una crescente curiosità nel giovane Teodoro, che un giorno crede di scorgere un volto di donna alla finestra del primo piano. In seguito la sua attrazione per la casa e la fanciulla che vi starebbe nascosta diventa una vera e propria ossessione, tanto che Teodoro inizia a vedere quell'immagine femminile riflessa dentro a uno specchietto da tasca. Dopo essersi confidato con il dottor K. e aver partecipato a una serata con alcuni esperti di magnetismo, Teodoro si risolve a penetrare nella casa per svelare il mistero che lo tormenta; ma una volta entrato non trova la giovane donna apparsagli nelle sue visioni e gli si presenta invece un'orrida vecchia completamente folle. L'enigma inizia a chiarirsi soltanto dopo il casuale incontro di Teodoro con una ragazza identica alla fanciulla vista nei sogni e nello specchio.

## Critica
La casa disabitata è una storia ricca di riferimenti ai numerosi interessi scientifici e pseudoscientifici dell'autore (il mesmerismo, gli studi sul sonno e il sonnambulismo, le teorie riguardanti le regioni estreme e oscure della psiche) e vi ricorrono molti dei temi tipici della sua narrativa: la follia, lo sdoppiamento della personalità, il senso del mistero e dell'occulto, le visioni fugaci e ingannevoli. La casa descritta da Hoffmann nel suo racconto è realmente esistita e si trovava al n. 9 dell'Unter den Linden, nella città di Berlino.

## Edizioni

### Edizioni in lingua tedesca
- E.T.A. Hoffmann, Das öde Haus, in Nachtstücke, zweiter Theil, Berlin, Georg Reimer, 1817,  pp. 1-74.

### Edizioni in lingua italiana
- La casa deserta, in Racconti fantastici di E. T. A. Hoffmann, traduzione di Nicola Maria Corcia, Notizia storica sull'autore di Walter Scott, vol. 2, Napoli, Tip. della Sibilla, 1834.
- Ernesto Teodoro Hoffmann, La casa deserta, in Racconti, collana Collezione Romanzi e curiosità storiche di tutte le nazioni ; 23, traduzione di G. B., vol. 3, Milano, Truffi, 1835.
- E.T.A. Hoffmann, La casa disabitata, in Claudio Magris (a cura di), Racconti notturni, collana Collezione ET ; 178, traduzione di Carlo Pinelli, Torino, Einaudi, 1994,  pp. 119-145, ISBN 88-06-17712-5.